# Richard-Stone-Preis
Der Richard-Stone-Preis in angewandter Ökonometrie (englisch Richard Stone Prize in Applied Econometrics) ist ein Preis der wissenschaftlichen Fachzeitschrift Journal of Applied Econometrics (JAE).
Der Preis wird zweijährlich an den oder die Autor(en) der besten in den zwei vorherigen JAE-Bändern veröffentlichten ökonometrischen Anwendung vergeben. Er wurde in Erinnerung an den britischen Ökonomen und Träges des Wirtschaftsnobelpreises von 1983 Richard Stone kurz nach seinem Tod im Dezember 1991 geschaffen und ist mit 2000 US$ dotiert.

## Vergabe
Für den Preis kommen nur Artikel, die die JAE erschienen, in Frage. Ausgenommen sind Übersichtsartikel, Vorlesungen und Artikel, an denen Redakteure/Editoren des JEA als Autoren mitschrieben.

## Preisträger
Folgende Forscher wurden mit dem Preis geehrt:
- 2024 Daniel J. Lewis, Karel Mertens, James H. Stock, Mihir Trivedi: Measuring real activity using a weekly economic index (2022)
- 2022 Jing Cynthia Wu, Fan Dora Xia: Negative interest rate policy and the yield curve (2020)
- 2020 Mert Demirer, Francis X. Diebold, Laura Liu, Kamil Yilmaz: Estimating global bank network connectedness (2018); Francisco H. G. Ferreira, Sergio Firpo, Antonio F. Galvao: Actual and counterfactual growth incidence and delta Lorenz curves: Estimation and inference (2019)
- 2018 Mariano Kulish, Adrian Pagan: Estimation and Solution of Models with Expectations and Structural Changes (2017)
- 2016 Vasco Cúrdia, Marco del Negro, Daniel L. Greenwald: Rare Shocks, Great Recessions (2014)
- 2014 Peter Reinhard Hansen, Zhuo Huang und Howard Howan Shek: Realized GARCH: A Joint Model for Returns and Realized Measures of Volatility (2012)
- 2012 Neil Shephard und Kevin Sheppard: Realising the Future: Forecasting with High-Frequency-Based Volatility (HEAVY) Models (2010); Julien Prat: The Rate of Learning-by-Doing: Estimates from a Search-Matching Model (2010)
- 2010 Xiaohong Chen und Sydney C. Ludvigson: Land of Addicts? An Empirical Investigation of Habit-Based Asset Pricing Models (2009)
- 2008 Katherine Ho: The Welfare Effects of Restricted Hospital Choice in the US Medical Care Market (2006)
- 2006 Jesús Fernández-Villaverd und Juan F. Rubio-Ramírez: Estimating Dynamic Equilibrium Economies: Linear versus Nonlinear Likelihood (2005)
- 2004 Guy Laroque und Bernard Salanié: Labour Market Institutions and Employment in France (2002)
- 2002 Daniel McFadden und Kenneth Train: Mixed MNL Models for Discrete Response (2000)
- 2000 Moshe Buchinsky: The Dynamics of Changes in the Female Wage Distribution in the USA: A Quantile Regression Approach (1998)
- 1998 Leslie E. Papke und Jeffrey Wooldridge: Econometric Methods for Fractional Response Variables with an Application to 401(K) Plan Participation Rates (1996)
- 1996 Marco Bonomo und Rene Garcia: Can a Well-fitted Equilibrium Asset-Pricing Model Produce Mean Reversion? (1994)
- 1994 Joel Horowitz: The Role of the List Price in Housing Markets: Theory and an Econometric Model (1992)
- 1992 Geert Ridder: An Event History Approach to the Evaluation of Training, Recruitment and Employment Programmes (1986)